# Aichhof (Schwechat)
Der Aichhof ist ein Gutshof südöstlich der Stadt Schwechat in Niederösterreich.
Der Gutshof wurde 1874 von Anton Dreher errichtet und im Rahmen der Bierproduktion in Schwechat genutzt. Während des 3. Reiches befand sich hier auch ein Zwangsarbeitslager für ungarische Juden. 
Der Gutshof befindet sich noch heute im Besitz der Familie Dreher und wird zur Pferdezucht verwendet.
Der Salzburger Politiker Hans Zyla wurde am Aichhof geboren.